# Bau (déesse)
Pour les articles homonymes, voir Bau et Baba.

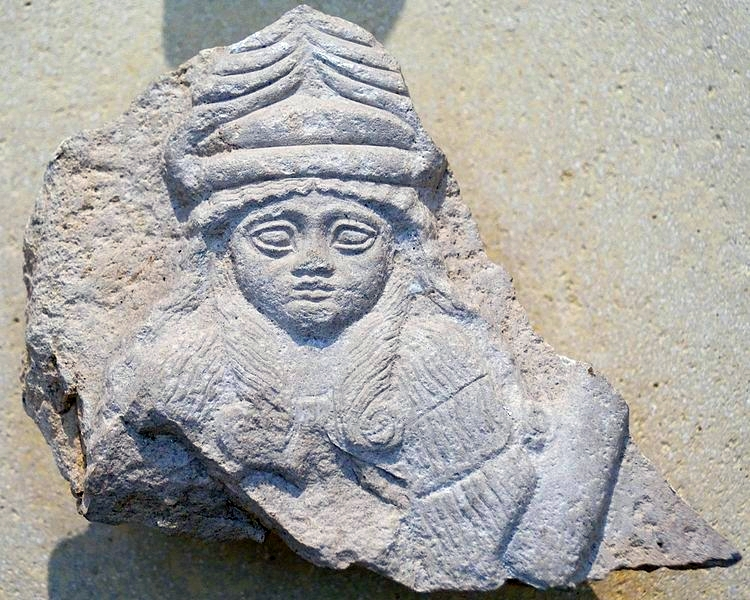
Buste d'une déesse, peut-être Bau, période néo-sumérienne, musée du Louvre

Ba'u, ou Bawa ou encore Baba, est une déesse sumérienne connue par des sources de la seconde moitié du IIIe millénaire av. J.-C. Elle est la fille de An, père de tous les dieux et l'épouse (parèdre) de Ningirsu.
Elle est la déesse tutélaire de Lagash, où elle possède un temple. Le roi de Lagash Ur-Bau (« l'homme de Bau ») prend son nom en son hommage ; à sa suite, les rois Urukagina et Gudea lui vouent un culte particulier. Elle est aussi adorée à Girsu en tant qu'épouse de Ningirsu.
Au IIe millénaire av. J.-C. elle est rapprochée de diverses déesses guérisseuses avec lesquelles elle finit par se confondre par syncrétisme. Elle devient finalement un aspect de la principale déesse de la médecine, Gula.